# Draginja Adamović
Draginja Adamović (1925 – 2000) bila je srpska pesnikinja. 

## Biografija
Objavila je tri knjige poezije a zastupljena u tri pesničke antologije: "Pesnikinje Kragujevca" (1991), "Lirski bruj Šumadije" (2004), i "Pevači usnule prestonice" (2006, 2007).
Pesme i priče objavljivala je u književnim časopisima, dnevnim listovima i nedeljnicima. Knjige "Zemlja lug do neba" i "U vreme odsutno" nagrađene su godišnjim nagradama od strane Kulturno-prosvetne zajednice opštine Kragujevac.
Živela je i radila u Kragujevcu, a njen sin je pisac Zoran Spasojević.

## Objavljene knjige
- „Zemlja lug do neba“ (poezija, Kragujevac, 1977)
- „Na kraju tišine“ (poezija, Kragujevac, 1979)
- „U vreme odsutno“ (poezija, Kragujevac, 1987)

## Spoljašnje veze
- Sajt Draginje Adamović